# Kärsämäki
Kärsämäki est une municipalité du centre-ouest de la Finlande, dans la région d'Ostrobotnie du Nord.

## Géographie
Elle est située dans la haute vallée du fleuve Pyhäjoki.
L'agriculture est limitée aux abords de la rivière et des grands axes routiers, le reste de la commune étant forestier et sauvage.
L'exploitation du bois et la fabrication de meubles sont les autres piliers de l'économie locale.
Le village proprement dit se situe au carrefour de deux routes nationales: la route nationale 28 (axe est-ouest Kokkola-Kajaani et surtout la route nationale 4 (E75), le principal axe routier sud-nord du pays. La capitale provinciale Oulu est à 120 km au nord.
L'église en bois date de 1842 et fut construite selon les plans de Carl Ludwig Engel.
Les municipalités voisines sont Haapavesi au nord-ouest, Piippola au nord, Pyhäntä à l'est, Pyhäjärvi au sud et Haapajärvi au sud-ouest.

## Démographie
Depuis 1980, la démographie de Kärsämäki a évolué comme suit :
| Année      | 1980  | 1985  | 1990  | 1995  | 2000  | 2005  | 2010  |
| ---------- | ----- | ----- | ----- | ----- | ----- | ----- | ----- |
| population | 3 393 | 3 635 | 3 582 | 3 539 | 3 207 | 3 025 | 2 872 |

| Année      | 2015  | 2020  |
| ---------- | ----- | ----- |
| population | 2 658 | 2 572 |

## Transports
Kärsämäki est un carrefour routier où se croisent la route nationale 4 (Helsinki–Oulu–Utsjoki) et la route nationale 28 (Kokkola–Kajaani) et où commence la kantatie 58 menant à Kangasala.
La distance jusqu'à la capitale provinciale Oulu est de 123 kilomètres.

## Personnalités
- Kalevi Hemilä, homme politique

## Galerie

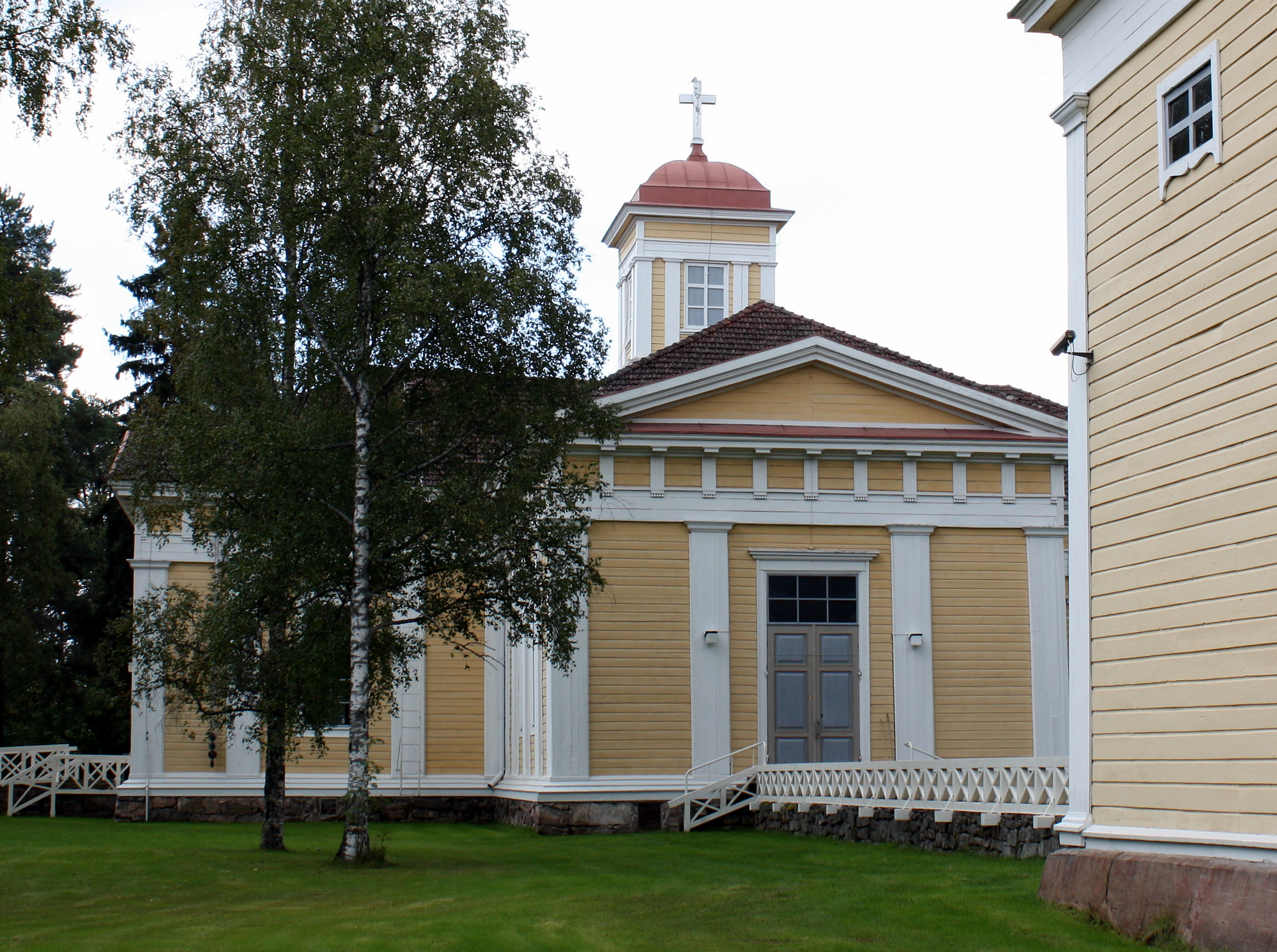
Église de Kärsämäki
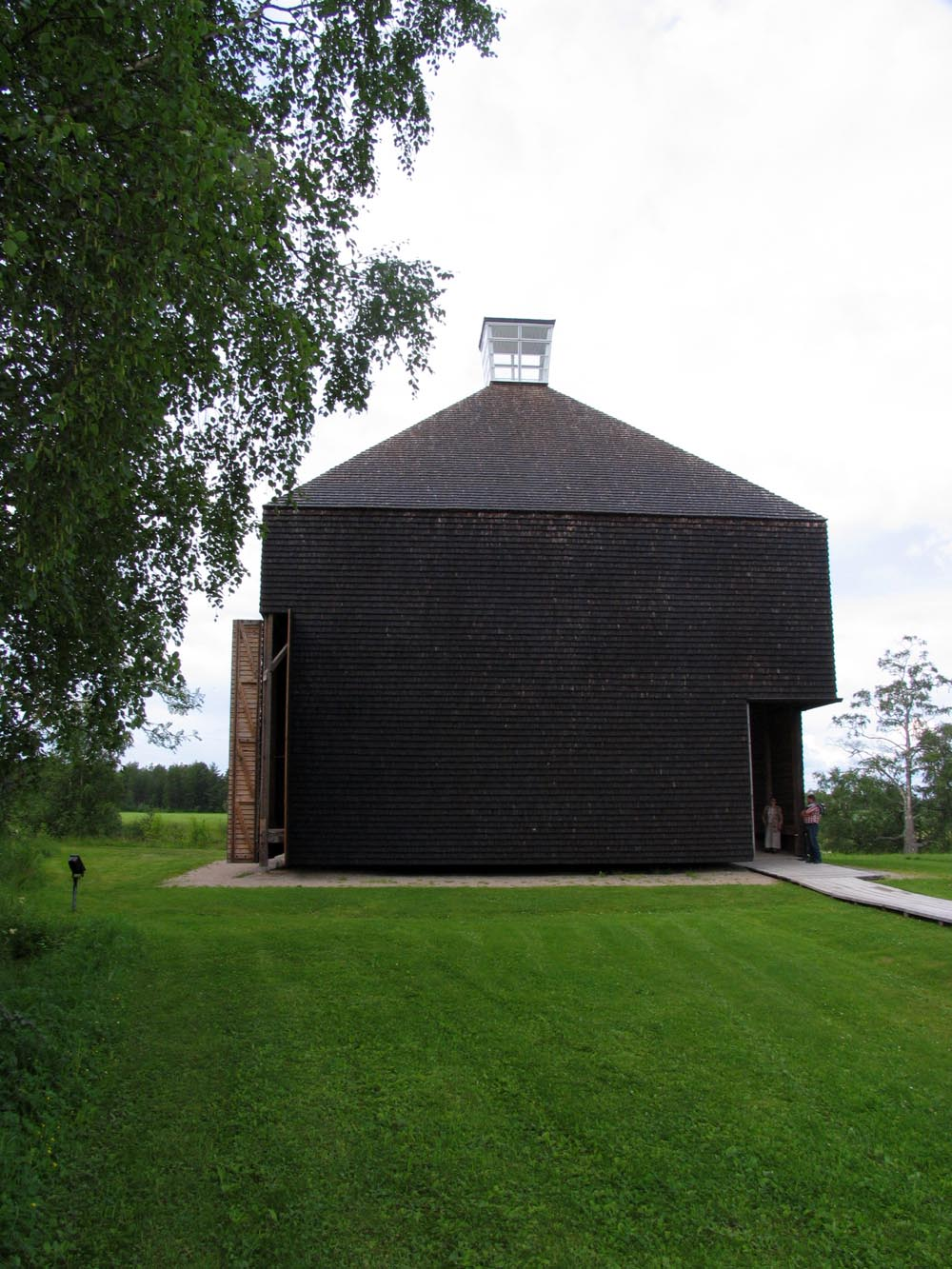
Église Paanu
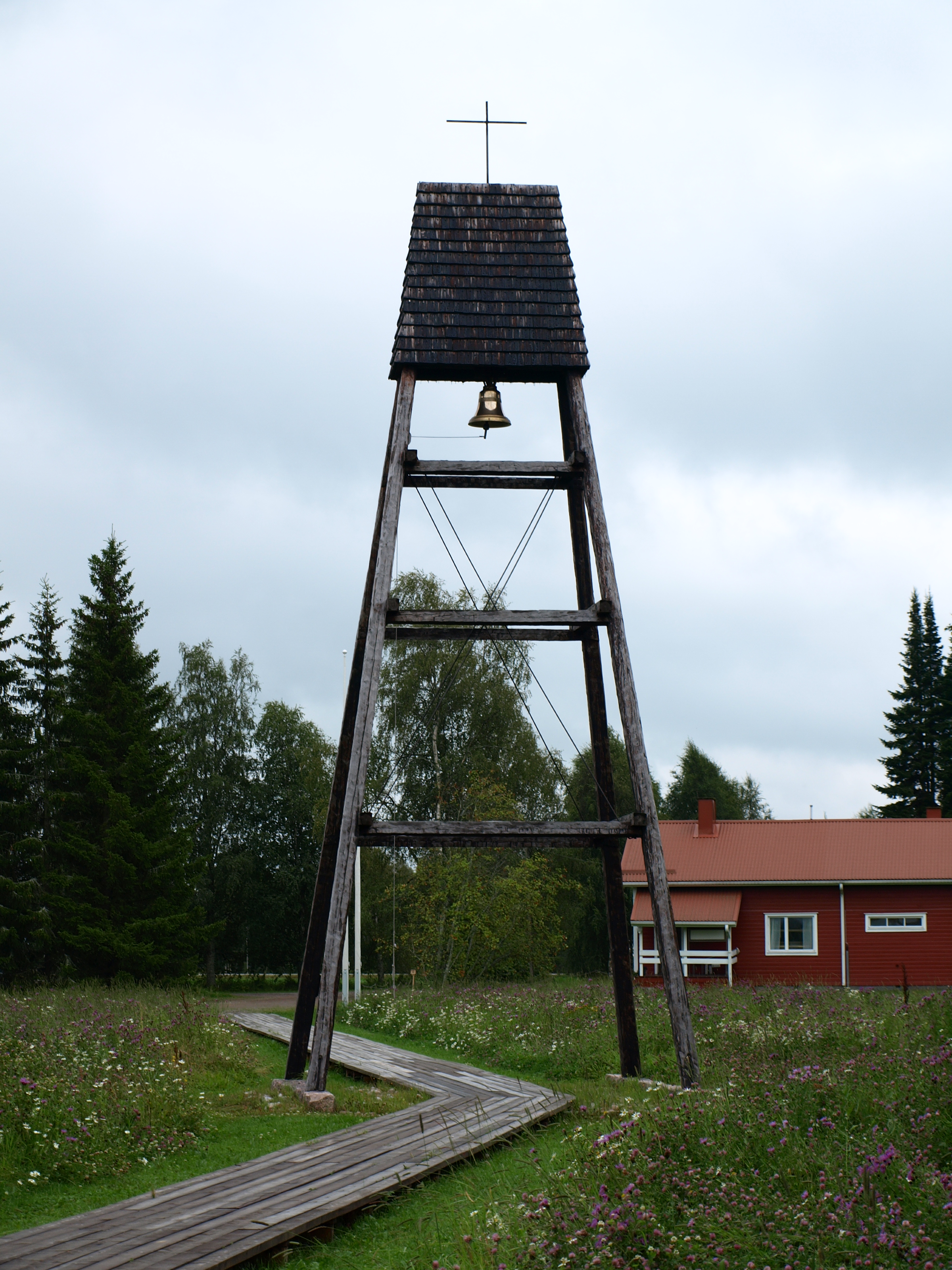
Clocher de l'église Paanu.